# Toxognathus
Toxognathus is een geslacht van kevers uit de familie  
kniptorren (Elateridae).
Het geslacht is voor het eerst wetenschappelijk beschreven in 1878 door Fairmaire.

## Soorten
Het geslacht omvat de volgende soorten:
- Toxognathus bakeri Fleutiaux, 1940
- Toxognathus beauchenei Fleutiaux, 1918
- Toxognathus coomani Fleutiaux, 1940
- Toxognathus costulatus Fairmaire, 1878
- Toxognathus dohertyi Fleutiaux, 1940
- Toxognathus fairmairei Fleutiaux, 1940
- Toxognathus mouhoti Fleutiaux, 1918